# La llei de les armes
La llei de les armes (títol original: Year of the Gun) és una pel·lícula estatunidenca dirigida per John Frankenheimer, estrenada l'any 1991. Ha estat doblada al català.

## Argument
Als anys 1970, un periodista estatunidenc és enviat a treballar a Itàlia, aleshores submergida en el període dels Anys de plom. Comença a interessar-se pels atemptats comesos per les Brigades Roges, en el context del segrest i assassinat d'Aldo Moro, i es troba enganxat en un engranatge homicida.

## Repartiment
- Andrew McCarthy: David Raybourne
- Sharon Stone: Alison King
- Valeria Golino: Lia
- John Pankow: Italo Bianchi
- George Murcell: Pierre Bernier
- Mattia Sbragia: Giovanni
- Roberto Posse: Lucio
- Thomas Elliot: Marco
- Carla Cassola: Lena
- Darren Modder: Joe Bob
- Lou Castel: un terrorista